# جورج إس. هوستون
جورج إس. هوستون (بالإنجليزية: George S. Houston) هو سياسي أمريكي، ولد في 17 يناير 1811 في فرانكلين في الولايات المتحدة، وتوفي في 31 ديسمبر 1879 في آثنز في الولايات المتحدة. حزبياً، نشط في الحزب الديمقراطي. وقد انتخب حاكم ألاباما ‏ (24 نوفمبر 1874 – 28 نوفمبر 1878) وانتخب عضو مجلس النواب الأمريكي وانتخب عضو مجلس الشيوخ الأمريكي.